# Karl Gengenbach
Karl Gengenbach (* 9. November 1911 in Pforzheim; † 25. Januar 1944 bei Bad Tölz) war ein deutscher Jurist, im nationalsozialistischen Deutschen Reich SS-Standartenführer, Leiter der Amtsgruppe III A (Fragen der Rechtsordnung und des Reichsaufbaus) im Reichssicherheitshauptamt (RSHA), Oberster SD-Führer in den besetzten Niederlanden.

## Studium
Karl Gengenbach studierte zunächst Physik an der TH München, dann von 1931 bis 1935 Rechtswissenschaften und Staatswissenschaften an der LMU München. Er wurde 1931 Mitglied der Burschenschaft Cimbria München. Zum 1. Juli 1930 trat er der NSDAP bei (Mitgliedsnummer 270.776). Am 1. Juni 1932 wurde er Mitglied der SS (SS-Nummer 32.458). Ab dieser Zeit wirkte er als geheimer Informant des Sicherheitsdienstes der NSDAP im Hochschulbereich. Vom Sommersemester 1932 ab vertrat er den Nationalsozialistischen Deutschen Studentenbund (NSDStB) im Allgemeinen Studentenausschuss der LMU, dem er auch als Erster Vorsitzender vorstand. Im Jahr 1933 wurde er außerdem Mitglied der SA. Bis zum Sommer 1933 trat er als „Führer der Studentenschaft der Universität München“ auf. Im Februar 1933 wurde er außerdem zum Kreisführer des Kreises Bayern (Kreis VII) im Deutschen Studentenbund ernannt. In dieser Funktion war Gengenbach maßgeblich an der Organisation und Durchführung der Bücherverbrennung am 10. Mai 1933 auf dem Königsplatz in München – und insgesamt in Bayern – beteiligt. Bei einer Veranstaltung an der LMU in Vorbereitung der Bücherverbrennung hielt er eine anstachelnde Rede, in der er verkündete: „Volkskultur soll volksgebunden, rein und deutsch sein ... Heinrich Heine ist ins Feuer zu werfen und durch Eichendorff zu ersetzen“. Auch bei der Bücherverbrennung selbst trat Gengenbach in München als Redner auf. Durch geschickte Ausnutzung seiner Ämter und mit Unterstützung gewaltbereiter Mitglieder des NSDStB spielte er zudem eine zentrale Rolle bei der nationalsozialistischen Gleichschaltung der Münchner Universität. Auf einen Vorschlag Gengenbachs vom September 1933 an den Bayerischen Kultusminister ging außerdem die für viele Emigranten folgenreiche Praxis zurück, die Ausbürgerung emigrierter Wissenschaftler mit der Aberkennung ihrer Doktorwürde zu verbinden.
Im Oktober 1933 trat Gengenbach als Kreisführer des NS-Studentenbundes zurück. Daraufhin wurde er stellvertretender Führer des SA-Hochschulamtes München und ab Herbst 1934 Verbindungsführer München des Chefs des Ausbildungswesens. Gengenbach promovierte 1939 in Heidelberg bei dem Staatsrechtler Reinhard Höhn zu einem Thema der Reform von Staats- und Verwaltungsgrundlagen.

## Beim Sicherheitsdienst des Reichsführers SS (SD) und im Reichssicherheitshauptamt
Seit 1935 war Karl Gengenbach hauptamtlich als Referent und Abteilungsleiter im SD-Oberabschnitt Süd in München tätig. In dieser Position beteiligte er sich 1938 an den vom Sicherheitsdienst betriebenen Aktivitäten zur Destabilisierung und späteren Heim ins Reich-Aktion gegenüber Österreich. Danach wechselte er als hauptamtlicher SD-Mitarbeiter der Personalabteilung in das SD-Hauptamt nach Berlin. Mit Gründung des Reichssicherheitshauptamtes (RSHA) im September 1939 wurde er als Leiter der Amtsgruppe III B (Gemeinschaftsleben) nach Berlin versetzt und übernahm dort zugleich die Leitung der Referate III B 1 (Recht) und III B 2 (Verwaltung). Hier war Otto Ohlendorf sein Vorgesetzter. Seit Sommer 1940 war Gengenbach als Führer des SD beim Befehlshaber der Sicherheitspolizei und des SD in den besetzten Niederlanden, seit Juni 1940 Wilhelm Harster, eingesetzt. Die von ihm geführten SD-Kommandos durchsuchten in Amsterdam die deutschsprachigen Verlage für Emigrantenliteratur und plünderten den Großteil des vorgefundenen wissenschaftlichen Bestandes der Institutionen. Gengenbach war unter anderem für die Zerstörung des in Amsterdam sitzenden Queridoverlages verantwortlich.
Nach der Neustrukturierung des RSHA Anfang 1941 wurde Gengenbach Amtsgruppenleiter III A (Fragen der Rechtsordnung und des Reichsaufbaus) in der Amtsgruppe III (Deutsche Lebensgebiete – SD-Inland). Auch hier war SS-Standartenführer Otto Ohlendorf sein direkter Vorgesetzter. Zum Aufgabengebiet seiner Amtsgruppe gehörte auch die Sichtung der Strafurteile der deutschen Justiz, mit dem Ziel, alle Urteile zu erfassen, die dem „gesunden Volksempfinden gröblich widersprechen“, um vonseiten des RSHA auf die Justizorgane im Sinne einer Verschärfung der getroffenen richterlichen Entscheidungen hinzuwirken. Ihm unterstellt waren hier Justus Beyer im Bereich III A 1 (Allgemeine Fragen der Lebensgebietsarbeit) und Heinrich Malz zuständig für A III 2 (Rechtsleben).
Gengenbach war am 18. Mai 1942 Teilnehmer einer Tagung der Abwehrdienststellenleiter der Stapostellen (Staatspolizei) und der SD-Abschnittsführer in Prag, die eine bessere Koordinierung der verschiedenen Aufgabenträger zum Ziele hatte und mit einem deutlichen Kompetenzzuwachs des RSHA gegenüber der militärischen Abwehr endete. Weiterhin nahm er, wie nahezu alle Amtsgruppenleiter, an einer von Adolf Eichmann geleiteten Nachfolgebesprechung zur „Wannseekonferenz“ über die „Endlösung der Judenfrage“ am 27. Oktober 1942 im RSHA teil.
Im Frühjahr 1943 hielt Gengenbach in Tallinn mit den SD-Mitarbeitern der Abteilung III beim Kommandeur der Sicherheitspolizei und des SD Estland eine Besprechung ab, bei der er als Richtlinie für die deutsche Besatzungspolitik vorgab, in erster Linie eine prodeutsche, statt einer proestnischen politischen Ausrichtung vorzunehmen.
Am 25. Januar 1944 verunglückte Gengenbach auf einer Dienstfahrt zusammen mit Heinz Gräfe, dem Amtsgruppenleiter VI C des RSHA, in der Nähe von Bad Tölz tödlich.

## Publikationen
- Ständegedanken und Verwaltungseinheit: Reform der Staats- und Verwaltungsgrundlagen in den Plänen des Frhr. vom Stein, (Dissertation) Fritz & Rappert Verlag Ochsenfurt am Main 1940.